# Lasiochlamys koghiensis
Espèce
Synonymes
- Xylosma koghiensis Guillaumin (basionyme)[1]

Lasiochlamys koghiensis est une espèce de plantes à fleurs de la famille des Salicaceae et du genre Lasiochlamys, endémique de Nouvelle-Calédonie. L'espèce est protégée.

## Taxonomie
L'espèce est décrite en premier en 1953 par André Guillaumin, qui la classe dans le genre Xylosma sous le nom binomial Xylosma koghiensis Guillaumin (basionyme). Elle est ensuite déplacée par Hermann Otto Sleumer en 1974 dans le genre Lasiochlamys sous le nom correct Lasiochlamys koghiensis.

## Description
C'est un arbuste grêle, élancé, pouvant atteindre 5–6 m, avec des rameaux couverts de lenticelles saillantes. Les feuilles sont coriaces, elliptiques ou lancéolées, en coin à la base ; le bord est peu crénelé. Les fleurs sont blanchâtres, solitaires ou sur des fascicules de 4–5 fleurs. Les fruits sont ovoïdes ou coniques, de 2 à 3 graines, à surface finement ponctuée. La floraison et la fructification sont réparties sur toute l'année.

## Habitat et répartition
Cette espèce est répartie dans le Sud de la Grande Terre (Nouvelle-Calédonie). Elle pousse en sous-bois de la forêt dense ou dans le maquis d'altitude, sur sol plus ou moins profond ou érodé, sur substrat ultramafique.

## Publication originale
- (en) H. Sleumer, « A concise revision of the Flacourtiaceae of New Caledonia anf the Loyalty Islands », Blumea: Biodiversity, Evolution and Biogeography of Plants, vol. 22, no 1,‎ 1er janvier 1974, p. 125 (ISSN 2212-1676, lire en ligne, consulté le 7 janvier 2021)